# Třebechovice pod Orebem
Třebechovice pod Orebem (německy Hohenbruck) jsou město nacházející se v okrese Hradec Králové, třináct kilometrů východně od Hradce Králové, pod vrchem Oreb. Ve městě, včetně jeho částí, žije přibližně 5 900 obyvatel.

## Název
Původní název Třebochovice byl odvozen ze jména Třeboch, ve významu ves lidí Třebochových. Historické názvy Altus Pons a Hohenbruck vycházely z existence vysokého mostu přes Dědinu. Přívlastek pod Orebem se používá, na žádost obce, od roku 1920. V písemných pramenech se název města objevuje ve tvarech: alto Ponte (1358), Trziebochowicz (1358), „Altus Pons sive trzebochouicz“ (1369 až okolo roku 1405), Trziebechowicz (1401), Trziebochowicz (1417), v Třebochovicích (1496), „w Trzebochowicze“ (1544), „w Trziebechowiczych“ (1546), Hohenbruck, Tržebechowicze, Hora Oreb nad Diedinau, též Altus Pons nebo Trzebochovicium (1790).

## Historie
První písemná zmínka o Třebechovicích pochází z roku 1358, kdy byla jako patronka kostela uvedena Markéta, vdova po Hynku Hlaváčovi z Dubé. O deset let později byly Třebechovice označeny jako městečko s tvrzí, která stávala severně od náměstí na levém břehu Dědiny. Tehdejším majitelem panství, k němuž patřilo dalších sedm vesnic, byl Hynek Hlaváč II. z Dubé. Není jisté, zda bylo městečko opevněno. Po případném opevnění se nedochovaly žádné stopy, ale jeho existenci nasvědčuje přímá obvodová linie na mapě stabilního katastru a zápis z roku 1570, podle nějž Pavel z Dolan při mučení v Pardubicích uvedl, že v Třebechovicích přelezl městskou zeď.
Během husitských válek se město stalo sídlem husitů vedených knězem Ambrožem, vůdčí osobností husitského hnutí na Hradecku. V roce 1419 se bojové bratrstvo sešlo při shromáždění stoupenců na vrchu Vinice, který přejmenovali na Oreb, podle biblického „Chórebu“, a sami stoupenci si začali říkat orebité. Orebité se stali vedle táborů a pražanů třetí významnou silou husitů. Roku 1423 se orebského bratrstva ujal sám Jan Žižka po svém příchodu do Hradce Králové. Po smrti Žižky se orebité přezvali na sirotky. Vrch Oreb byl významný i během mobilizace v roce 1938. Na věži kostela, který je na Orebě, byla hláska protiletecké obrany Hradce Králové.
Stejně jako z Nepasic, Polánek či jiných obcí odcházeli v 18. století i z Třebechovic nekatolíci do exilu.

## Přírodní poměry
Město stojí v Orlické tabuli. Protéká jím řeka Dědina, která se na jihozápadním okraji města vlévá do Orlice, jejíž tok s přilehlými pozemky zde je součástí přírodní památky Orlice.

## Městská správa a politika

### Místní části, členství ve sdruženích
Třebechovice pod Orebem se dělí na pět místních částí (Krňovice, Nepasice, Polánky nad Dědinou, Štěnkov a Třebechovice pod Orebem). Každá z částí má své samostatné katastrální území pojmenované „Krňovice“ (1,67 km²), „Nepasice“ (4,44 km²), „Polánky nad Dědinou“ (3,97 km²), „Štěnkov“ (2,87 km²) a „Třebechovice pod Orebem“ (8,06 km²).
Třebechovice pod Orebem mají sedm základních sídelních jednotek, a to čtyři pro místní části Krňovice, Nepasice, Polánky nad Dědinou a Štěnkov a tři na katastrálním území Třebechovice pod Orebem s názvy Bědovice, Mitrov a Třebechovice pod Orebem.
Třebechovice pod Orebem jsou členem Mikroregionu Třebechovicko, euroregionu Glacensis a místní akční skupiny NAD ORLICÍ.

### Správní území
Město Třebechovice pod Orebem je obec s pověřeným obecním úřadem pro celkově 7 obcí – Běleč nad Orlicí, Blešno, Jeníkovice, Jílovice, Ledce, Třebechovice pod Orebem a Vysoký Újezd.

### Zastupitelstvo a starosta
Obec má 21členné zastupitelstvo, v čele sedmičlenné rady obce stojí starosta.
| Období    | Voliči | Účast v % | Mandáty | Výsledky | Starosta      |
| --------- | ------ | --------- | ------- | --- | ------------- |
| 2014–2018 | 4632   | 46,01     | 21      | 7 Nestraníci 5 PRO SNK 3 KDU-ČSL 2 ALTERNATIVA 2014-SNK 2 Šance pro veřejnost - SNK 1 ČSSD 1 KSČM                     | Jiří Němec    |
| 2018-2022 | 4623   | 48,48     | 21      | 8 Nestraníci 4 Svobodní 3 Nezávislí a KDU-ČSL 3 PRO SNK (STAN+NK) 3 My pod Orebem - SNK                               | Roman Drašnar |
| 2022-2026 | 4582   | 42,93     | 21      | 7 Nestraníci 5 SPOLU pro Třebechovice 3 Svobodní 3 VČ a PRO – Sdružení NK 2 LEPŠÍ TŘEBECHOVICE (STAN) 1 My pod Orebem | Roman Drašnar |

### Zastupitelé od září 2022
- Nestraníci (30,96 %): Roman Drašnar, Jan Opatrný, Josef Loskot, Kamil Dörre, David Pellar, Miloš Žák, Tomáš Adamec
- SPOLU pro Třebechovice (23,87 %): Přemysl Pistora, Pavla Lochmanová, Klára Drašnerová, Petr Řehák, Ondřej Šimon
- Svobodní (15,12 %): Michal Cimprich, David Malý, Richard Prokeš
- VČ a PRO – Sdružení NK (13,38 %): Stanislav Jech, Jiří Měchura, Jiří Němec
- LEPŠÍ TŘEBECHOVICE (STAN) (9,01 %): Adam Volt, David Kroulík
- My pod Orebem (7,66 %): Klára Novotná[14]

### Znak a vlajka

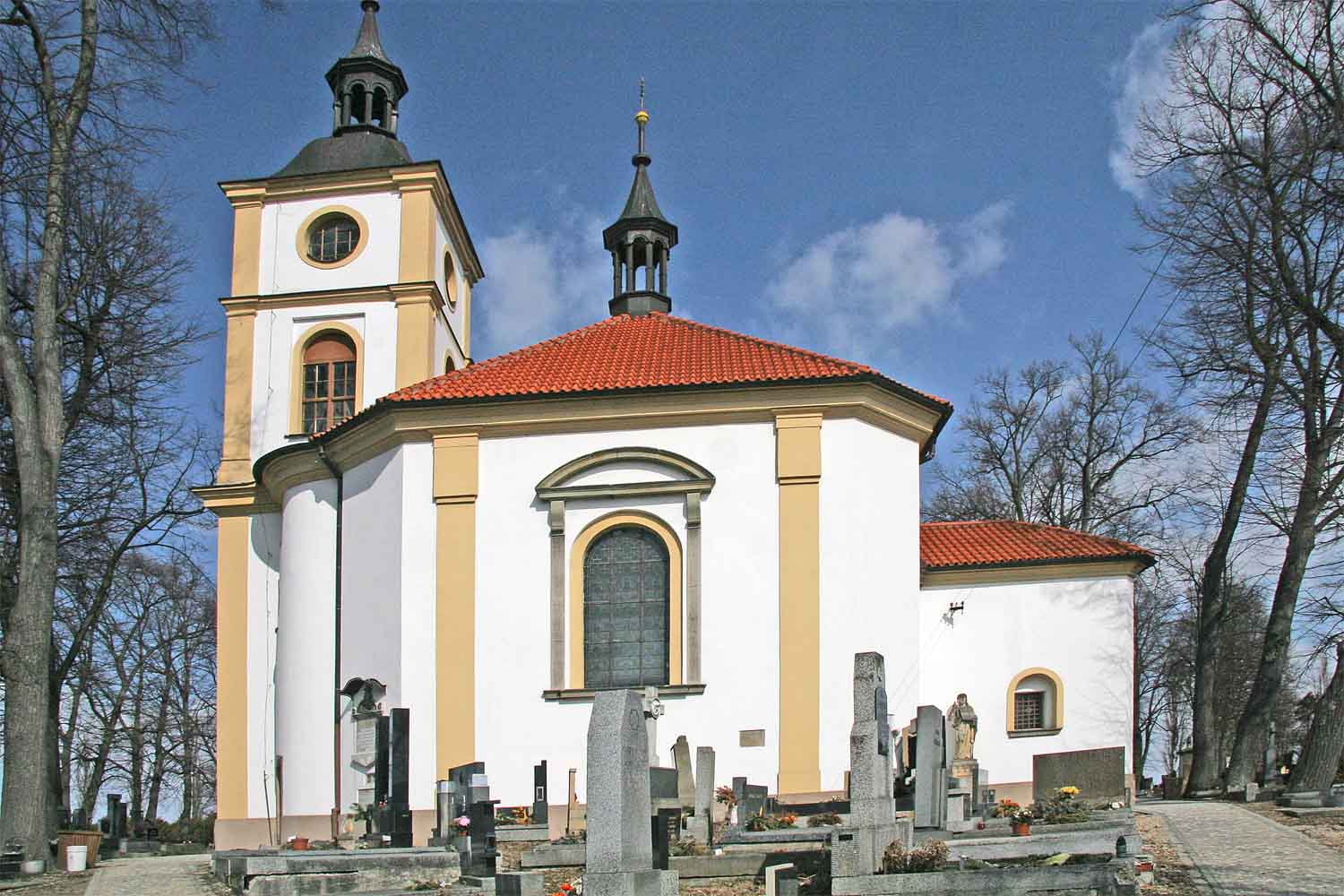
Kostel Božího Těla na Orebu

Znak města tvoří ostrev, symbol rodu pánů z Dubé, kteří pravděpodobně město založili. Dále jsou na každé straně od ostrve tři dělové koule, které mají také svojí symboliku – třebechovičtí kanonýři byli v dělostřelectvu známí svou kvalitou. Nad ostrví je zlatá královská koruna, která symbolizuje přízeň panovníka. Podklad městského znaku je v barvě žluté, dříve také byl vyznačován okrovou nebo zlatou. Nad znakem jsou vějířovitě rozložena tři pštrosí pera v barvě červená, bílá, modrá.
Vlajku, která byla městu udělena v roce 2005, tvoří žlutý list, v jehož středu se nachází svislá hnědá ostrev převýšená zlatou, červeně vyloženou korunou a provázená po každé straně třemi (1,2) dotýkajícími se modrými dělovými koulemi. Poměr šířky k délce listu je 2:3. Autorem vlajky je Tomáš Zdechovský.

## Doprava
Ve městě se nachází železniční stanice na trati Velký Osek – Choceň, která zajišťuje spojení s městy a obcemi v Královéhradeckém a Pardubickém kraji. Přímé spoje jezdí do Hradce Králové, Chlumce nad Cidlinou, Chocně, Letohradu a Solnice. V jízdním řádu 2015/2016 byl řazen i přímý vlak do hlavního města Prahy. Je zde i několik autobusových zastávek, které zajišťují osobní dopravu mezi Třebechovicemi a okolními obcemi. Rovněž zde vede silnice I/11.

## Společnost
Ve městě se nachází mateřská škola, základní škola a SOU TRIVIS. Do nedávna sídlila ve městě i střední škola hotelová, která je ale od 1. září 2011 přestěhována do Hradce Králové. Prostory po ní získalo místní DDM a sdružení Domeček. Dále je v Třebechovicích základní umělecká škola a městská knihovna. Nachází se zde ochotnický divadelní soubor Symposion s dlouhou historií.
Třebechovice mají vlastní fotbalový stadion, koupaliště a zimní stadion. Sportovní klub působí v oblastech fotbalu, hokeje, kanoistiky, kuželek a tenisu. TJ Sokol je význačný oddílem volejbalu.

## Pamětihodnosti
- Na Třebechovickém náměstí zaujme návštěvníky morový sloup Panny Marie, socha Nejsvětější Trojice, starobylá kašna s vodotryskem z roku 1675, která původně stála na Václavském náměstí v Praze a meteorologický sloup z roku 1909.[17]
- Po celém světě jsou však Třebechovice pod Orebem proslulé Muzeem betlémů, založené Marií a Vladimírem Vaclíkovými. Unikátní a nejznámější je Proboštův betlém, který se stal magnetem československé expozice na Světové výstavě v Montrealu v roce 1967. Na jedinečném řezbářském díle pracovali Josef Probošt, Josef Kapucián a Josef Friml celých 40 let.
- Muzeum betlémů uchovává kromě jiného i ručně psaný literátský graduál z roku 1559.
- Poblíž náměstí byl roku 1767 postaven barokní kostel svatého Ondřeje.
- Barokní kostel Božího těla na Orebu z roku 1835 postavený na místě dřevěného kostelíka.
- Skanzen Krňovice

## Rodáci
Mezi rodáky města patří:

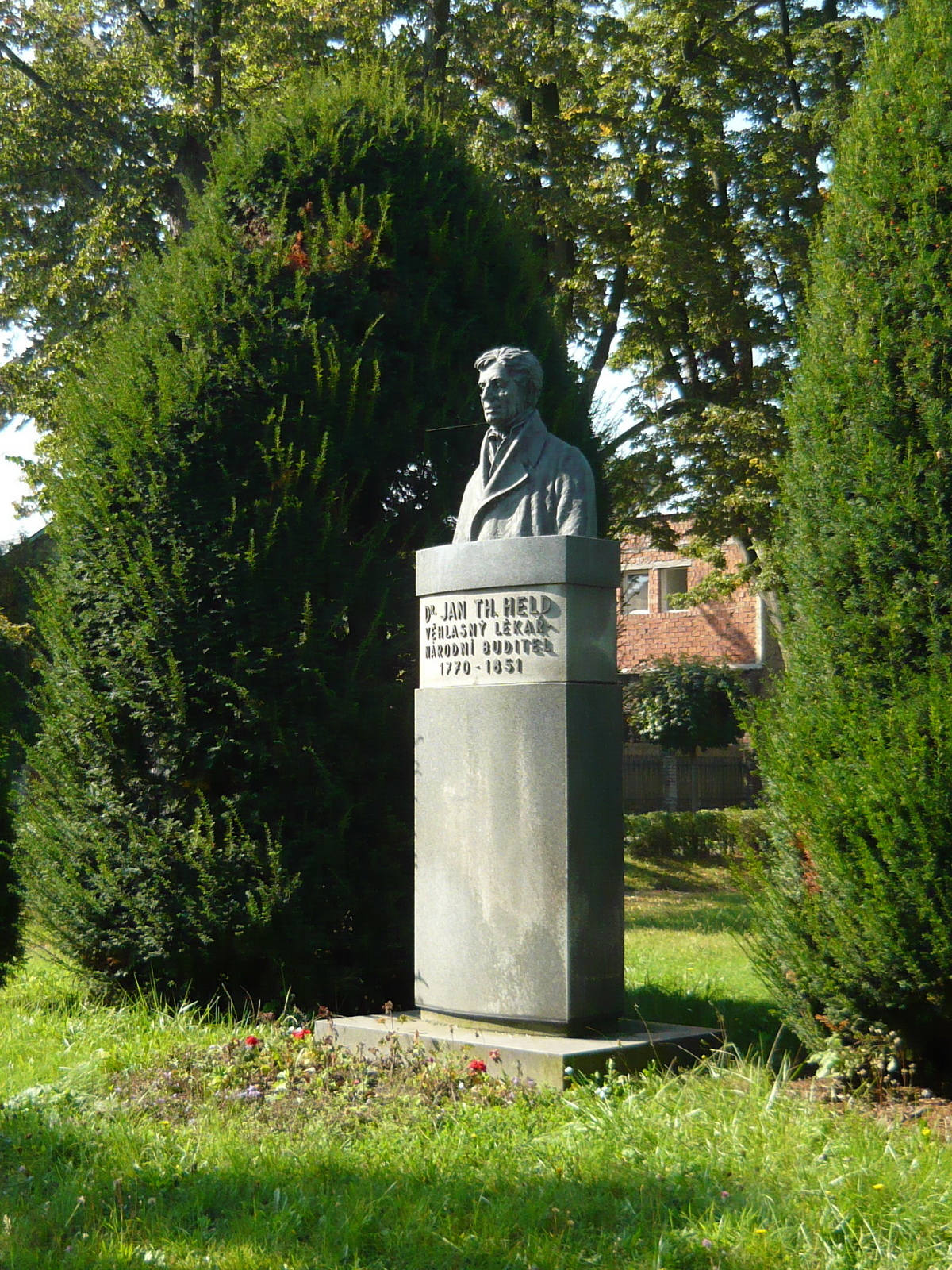
Pomník Jana Theobalda Helda, dílo sochaře Josefa Škody

- Josef Bonaventura Piter (1708–1764), kněz, opat rajhradského kláštera, spisovatel
- Jan Theobald Held (1770–1851), národní buditel a osvícenec
- Jan Milota (1861-1929), pedagog, spisovatel a překladatel
- Vilém Koleš (1869–1944),  publicista, spisovatel, historik, zakladatel městského muzea
- Jaroslav Plichta (1886–1970), sochař a výtvarný pedagog
- Jan Blahoslav Čapek (1903–1982), spisovatel a překladatel
- Milič Čapek (1909–1997), filozof
- František Štorek (1933–1999), sochař
- Vladimír Vochoč (1894–1985), československý diplomat
- Antonín Zavoral (1917-1941), válečný letec[18]

## Partnerská města
Třebechovice pod Orebem mají následující partnerská města:
- Betlém, Palestina[19][20]
- Greccio, Itálie

## Galerie

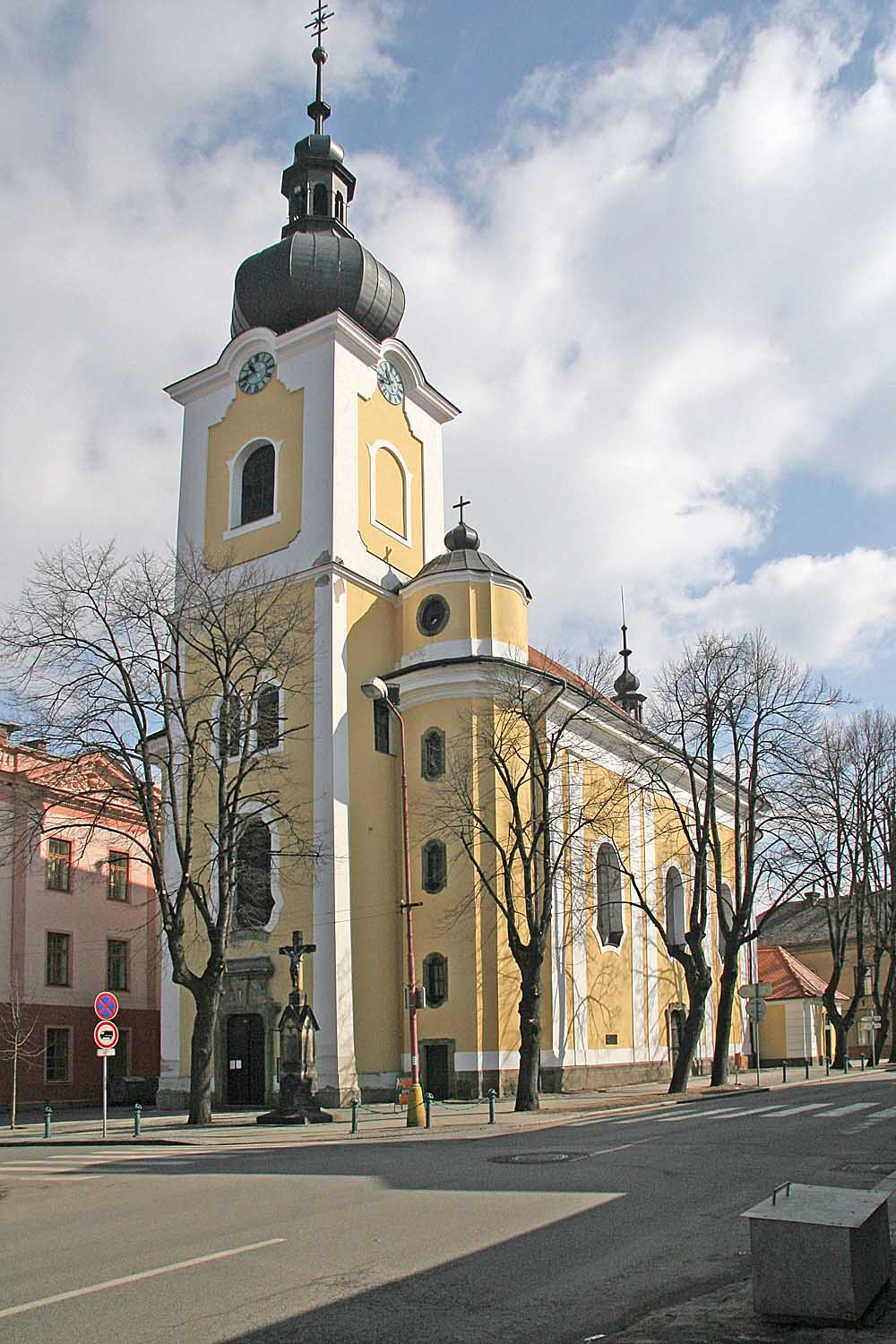
Kostel Sv. Ondřeje
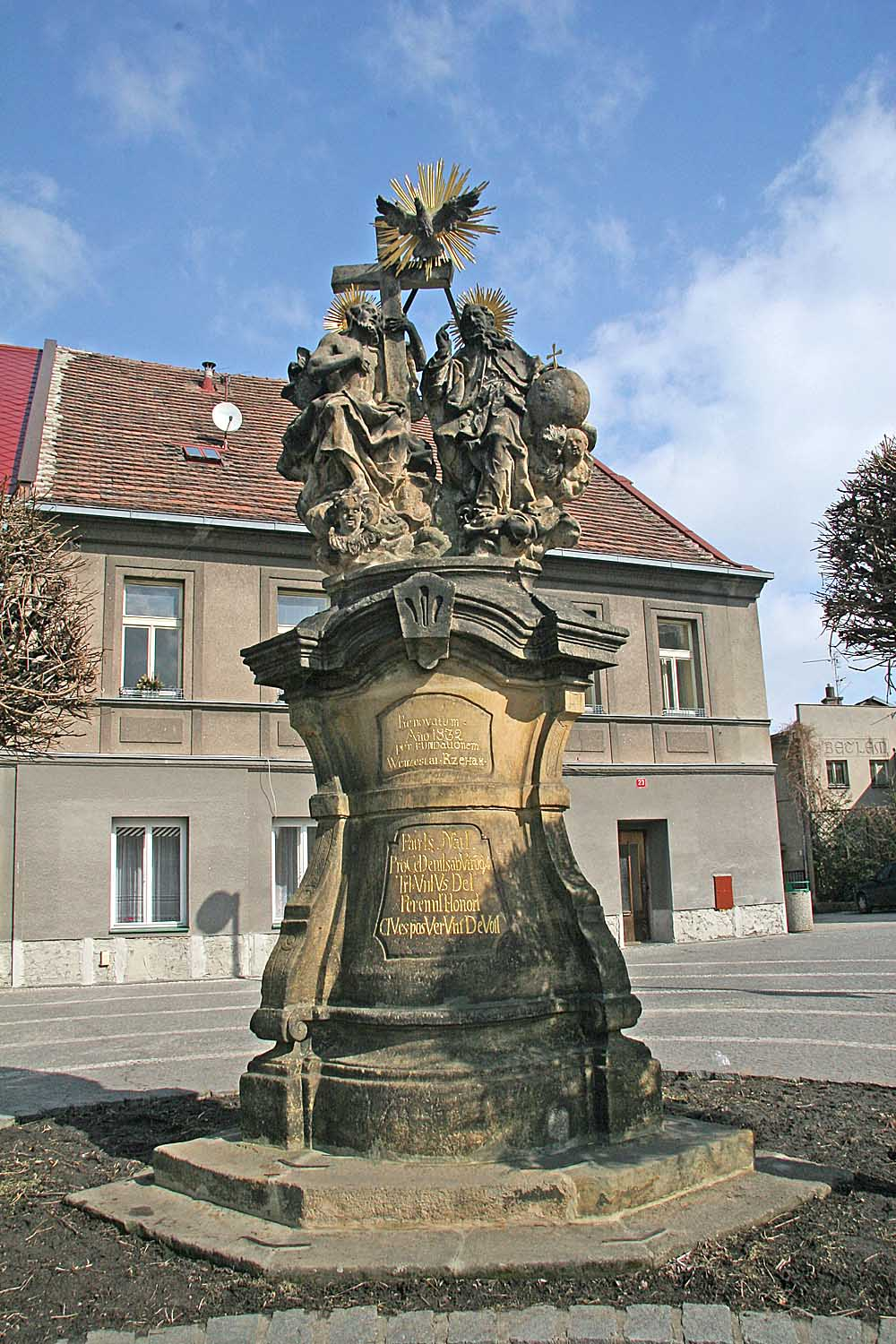
Socha Nejsvětější Trojice na náměstí
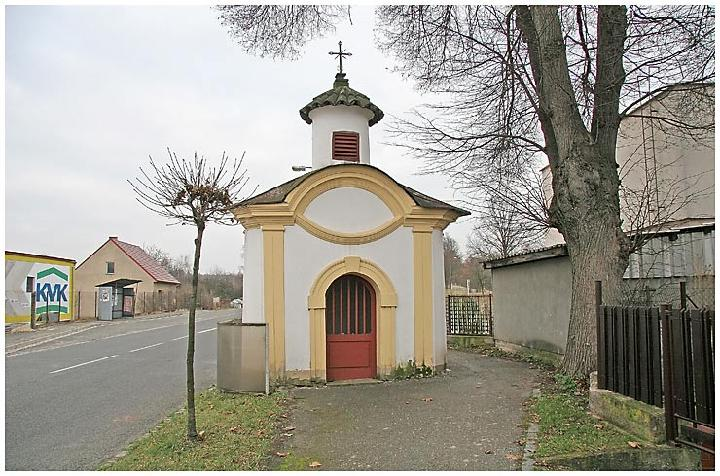
Kaple u silnice do Opočna
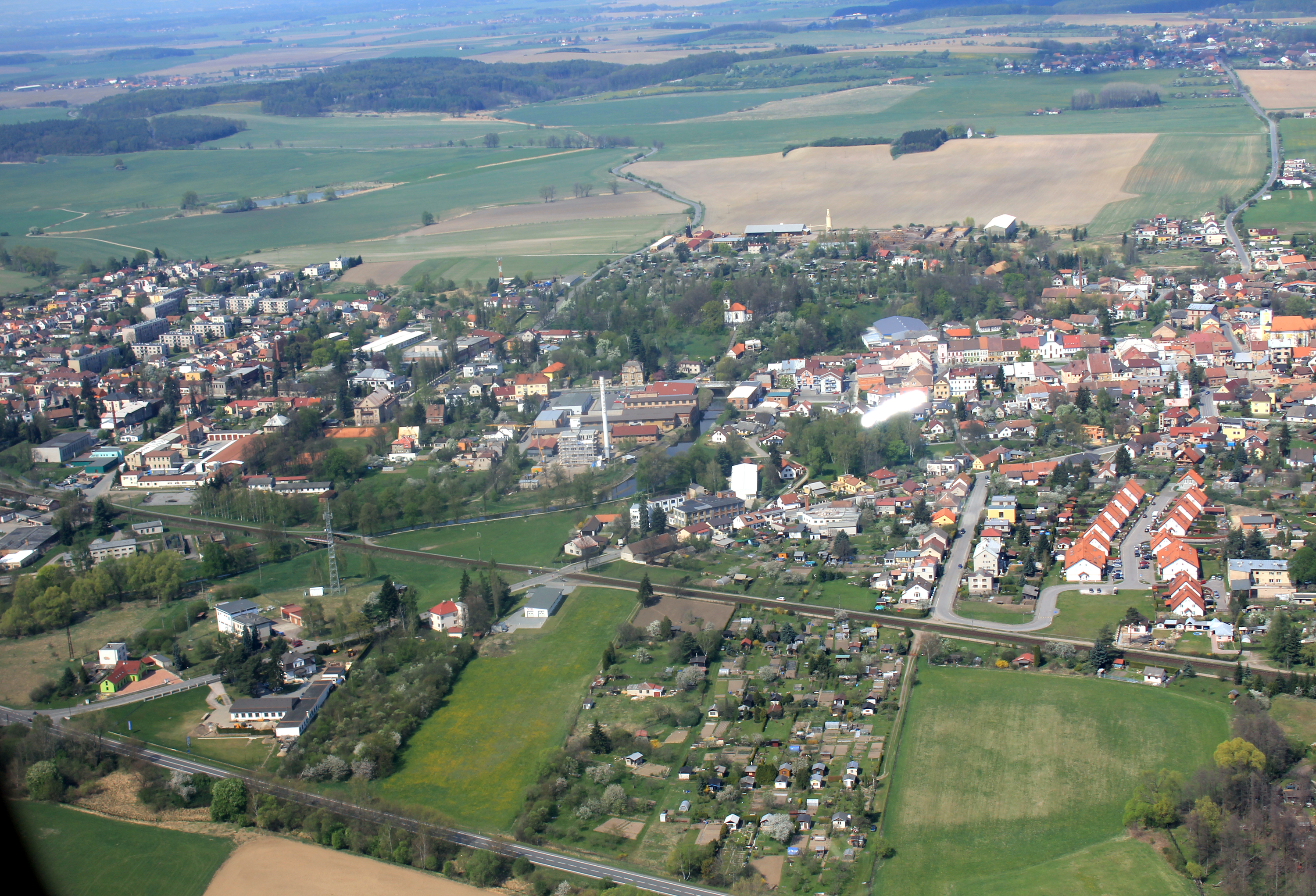
Letecký pohled od jihu
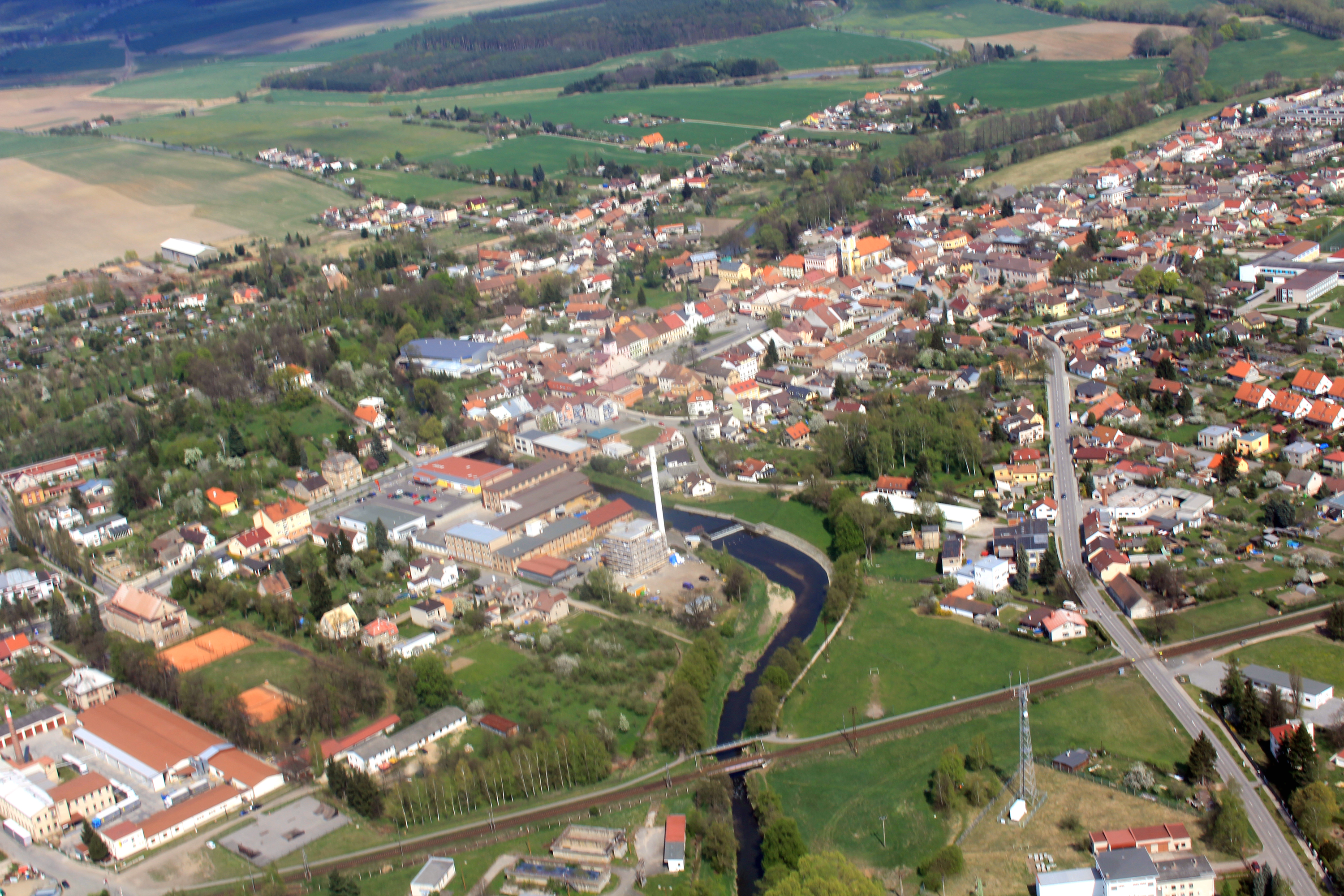
Letecký pohled od západu
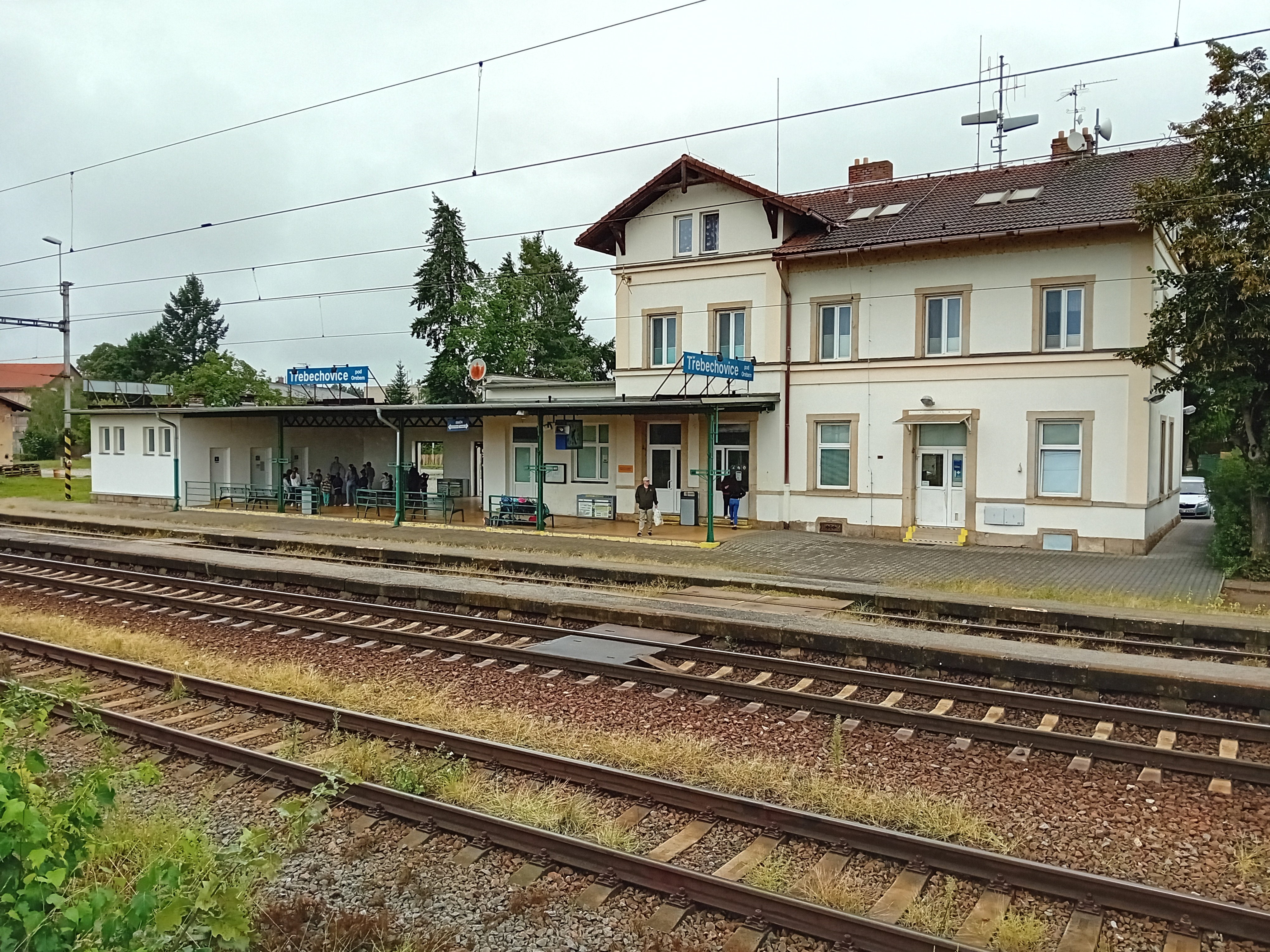
Nádraží
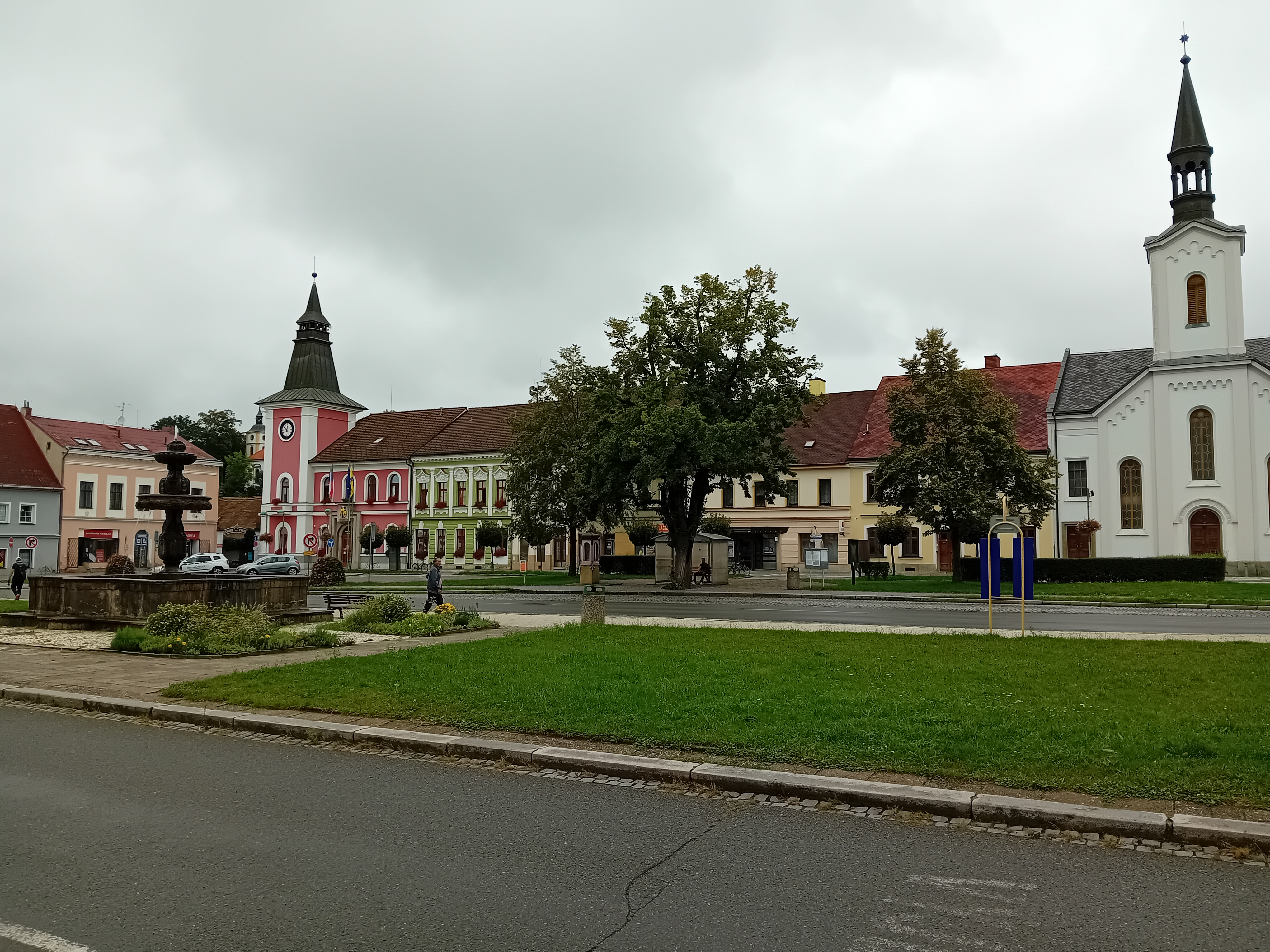
Náměstí